# يانيس بيكر
يانيس بيكر (بالألمانية: Yannis Becker)‏ هو لاعب كرة قدم ألماني في مركز الدفاع، ولد في 12 يناير 1991 في روتنبورغ أن در فومه في ألمانيا. لعب مع شتوتغارت كيكرز.

## وصلات خارجية
- يانيس بيكر على موقع قاعدة بيانات كرة القدم.إي يو (الإنجليزية)
- يانيس بيكر على موقع بيانات كرة القدم. دي إي (الألمانية)
- يانيس بيكر على موقع Soccerway.com (الإنجليزية)
- يانيس بيكر على موقع عالم كرة القدم.نت (الإنجليزية)